# Comes Illyrici
Il Comes Illyrici era il comandante di truppe di comitatensi della diocesi dell'Illirico, e facenti parte dell'armata imperiale del Numerus intra Illyricum. Suoi diretti superiori erano al tempo della Notitia dignitatum (nel 400 circa), sia il magister peditum praesentalis per le unità di fanteria, sia il magister equitum praesentalis per quelle di cavalleria.

## Elenco unità
Era a capo di 22 unità totali, come risulta dalla Notitia dignitatum:
- 12-13 Auxilia palatina: Sagittarii Tungri, Iovii iuniores, Sequani, Raeti, Sagittarii venatores, Latini, Valentinianenses felices, Honoriani victores, Seguntienses, Tungri, Mauri Honoriani seniores, Valentinianenses, Catarienses[?];[2][3]
- 6 legiones comitatenses: Mattiarii Honoriani Gallicani, Tertiani, III Herculea, Propugnatores iuniores, Pacatianenses, Mauri cetrati;[2][3]
- 3 Pseudocomitatenses: Lanciarii Lauriacenses, Lanciarii Comaginenses, II Iulia Alpina.[2][3]

Al Comes Illyrici erano inoltre sottoposte tutte le unità di limitanei facenti capo ai seguenti ufficiali di confine: il Dux Pannoniae secundae, il Dux Valeriae ripensis e il Dux Pannoniae primae et Norici ripensis.

### Fonti primarie
- Notitia Dignitatum, Occ., I, V, VII.

### Fonti storiografiche moderne
- J.Rodríguez González, Historia de las legiones Romanas, Madrid, 2003.
- A.K.Goldsworthy, Storia completa dell'esercito romano, Modena 2007. ISBN 978-88-7940-306-1
- Y.Le Bohec, Armi e guerrieri di Roma antica. Da Diocleziano alla caduta dell'impero, Roma 2008. ISBN 978-88-430-4677-5